# المرتفعات المتثائبة (كتاب)
المرتفعات المتثائبة((بالروسية: Зияющие Высоты)‏ Ziyayushchiye Vysoty) هي أول رواية منشورة للفيلسوف السوفيتي ألكسندر زينوفييف. أعرب زينوفييف عن شكوكه وإحباطه تجاه الكتابات التي حاولت فضح وكشف شرور الشيوعية السوفيتية. اختار زينوفييف، بدلاً من ذلك، التهكم والسخرية من المجتمع السوفيتي في كتابه المرتفعات المتثائبة Yawning Heights ، التي تم تقديمها على أنها مدينة / أمة إيبانسك. تمت مقارنة الرواية بكتابات جوناثان سويفت ولويس كارول وآخرين.
يُطلق على كل شخص في المرتفعات المتثائبة اسم إيبان إيبانوفيتش إيبانوف Iban Ibanovich Ibanov ، لذلك يُشار إلى كل منهم بدلاً من ذلك باسم وصفي، بدلاً من الاسم الصحيح. يمكن التعرف على بعضهم. في الكتاب، يكتب أحد الشخصيات رواية ساخرة تنتقد مجتمعه. تعرف الشخصية أن الأخوة العاملين في الأمن (KGB) يبحثون في منزله للعثور على كتابه المثير للجدل. هذا يمثل مستوى ما وراء القص.

## السخرية
استطاع المؤلف باعتبرها فيلسوفا أن يتخنزل كثير من الشيوعية السوفيتية إلى ما ما سماها «قوانين علمية» والكتاب مليء بالمفارقات والألاعيب المنطقية.
إحدى السخريات في فصل متأخر هي أنه بعد غزو العالم بأسره في إيبانسك كيسوف العظيم، اكتشف قادة إيبانسك أمة أخرى، إيبانسك السفلى، التي يعيش سكانها تحت الأرض تحت إيبانسك ويعيشون في مياه الصرف الصحي الناتجة عن إيبانسك.

## العنوان
عنوان الكتاب هو تلاعب في كليشيه من الدعاية الأيديولوجية السوفيتية، واصفا الشيوعية بأنها «المرتفعات الساطعة». الكلمتان «التثاؤب» و «الساطع» باللغة الروسية متطابقتان، باستثناء الحرف الأول: Z في حالة «التثاؤب»، وحرف S في حالة «الساطع».
تمت ترجمة Yawning Heights إلى الإنجليزية بواسطة Gordon Clough ونشرت في عام 1979.